# Ohisama
Ohisama (おひさま?) è una serie televisiva giapponese di tipo asadora composta di 156 brevi episodi di quindici minuti. Prodotta da NHK, è andata in onda nel 2011.

## Trama
La storia, ambientata nella prefettura di Nagano, narra la vita di Sudo Yoko durante gli anni della seconda guerra mondiale. La giovane donna, con il suo carattere sempre positivo, affabile e pronto ad aiutare il prossimo, riesce a conquistarsi la fiducia, la stima e l'ammirazione di tutti coloro che le stanno attorno.
Quando scoppia la guerra, lei è ancora una ragazza adolescente che si appresta a frequentare le scuole superiori. Nel seguito della vicenda termina gli studi, riesce a diventare insegnante, si sposa e ha un figlio. Infine apre anche un piccolo ristorante di soba il quale, affidato alla sua gestione, ha un notevole successo.

## Cast

### Famiglia Sudo
- Mao Inoue - Sudo Yoko
- Yuki Yagi - Yoko da bambina
- Ayako Wakao - Yoko da anziana
- Tomoyo Harada - Sudo Hiroko
- Yasufumi Terawaki - Sudo Ryoichi
- Kei Tanaka - Sudo Haruki
- Taishi Nakagawa - Sudo Haruki da bambino
- Kento Nagayama - Sudo Shigeki
- Jinpei Watanabe - Sudo Shigeki da bambino

### Famiglia Maruyama
- Kengo Kōra - Maruyama Kazunari
- Kanako Higuchi - Maruyama Tokuko
- Kazuyoshi Kushida - Maruyama Michio

### Famiglia Soma
- Maiko - Soma Machiko
- Sei Hiraizumi - Soma Gozo
- Kumi Nakamura - Soma Haruyo
- Yoko Oshima - Yae
- Masayuki Yorozu - Nakanishi Takenobu

### Famiglia Tsutsui
- Hikari Mitsushima - Tsutsui Ikuko
- Fumiki Yoshikawa - Tsutsui Ichiro
- Kosuke Yabe - Ichiro da bambino
- Kurea Mori - Tsutsui Tomoko

### Famiglia Kirino
- Misako Watanabe - Kirino Fujiko
- Takeo Nakahara - Kamikura Shotaro

### Famiglia Miyamoto
- Tokio Emoto - Miyamoto Takeo
- Ryuichi Katsu - Takeo da bambino
- Hiroshi Inuzuka - Takeo da vecchio
- Kazue Tsunogae - Miyamoto Haru
- Toshifumi Muramatsu - Miyamoto Jiro

### Famiglia Murakami
- Eri Watanabe - Murakami Kayo
- Shigeru Saiki - Murakami Sadao

### Ariakeyama National School
- Ayumi Itō - Takahashi Natsuko
- Toshiki Ayata - Umeda Toshio
- Pierre Taki - Nakamura Tadashi
- Dankan - Fukuda Yoshihiko
- Anna Ishibashi - Ishii Keiko
- Sumina Teramoto - Keiko da bambina
- Tao Tsuchiya - Kimura Hana
- Manatsu Kimura - Hana da bambina
- Nanako Ode - Kurata Kyoko
- Yukari Itō - Kyoko da vecchia
- Mau Konishi - Kurata Chizuko
- Kenichi Yajima - principale di Hagiwara
- Kensuke Owada - Hiraoka Keisuke

### Altri
- Yumi Shirakawa - Miyazawa Setsuko
- Jitsuko Yoshimura - Iwamoto Yasuko
- Eriko Hatsune - Miyashita Keiko
- Fubomichi Takazawa - Miyashita Shoichi
- Mami Hashimoto - Tanaka Yuki
- Chika Arakawa - Tanaka Yuki da bambino
- Nobuaki Kaneko - Kawahara Koichi
- Yoshimasa Kondo - Ida Kotaro
- Kintaro Hara - principale
- Akiko Takeuchi - insegnante di Takayama
- Masayo Umezawa - insegnante di Mochizuki
- Mahiru Konno - Tadokoro Yoshiko
- Toru Nomaguchi - Takeuchi
- Yuki Saitō - Haraguchi Fusako
- Kenji Anan - Haraguchi Hiroshi
- Naruki Matsukawa - Haraguchi Takeshi
- Kasumi Yamaya - Haraguchi Madoka
- Seiji Chihara - Takahashi Isamu (2ª settimana)
- Yuri Nakamura - Nonaka Tae (5ª settimana)
- Shoji Maruoka - titolare di negozio di soba a Tokyo (8ª-9ª settimana)
- Yumi Yoshino - un cliente (8ª settimana)
- Hitomi Sato - Murase (10ª settimana)
- Issei Takahashi - Uehara Hideo (13ª settimana)
- Hiroshi Otsuka - Michio (14ª settimana)
- Yoko Asaji - Sakurai Saki (15ª settimana)
- Koichiro Kanzaki - medico di Matsumoto (18ª settimana)
- Tsumami Edamame - controllore (20ª settimana)